# Éric Dupond-Moretti

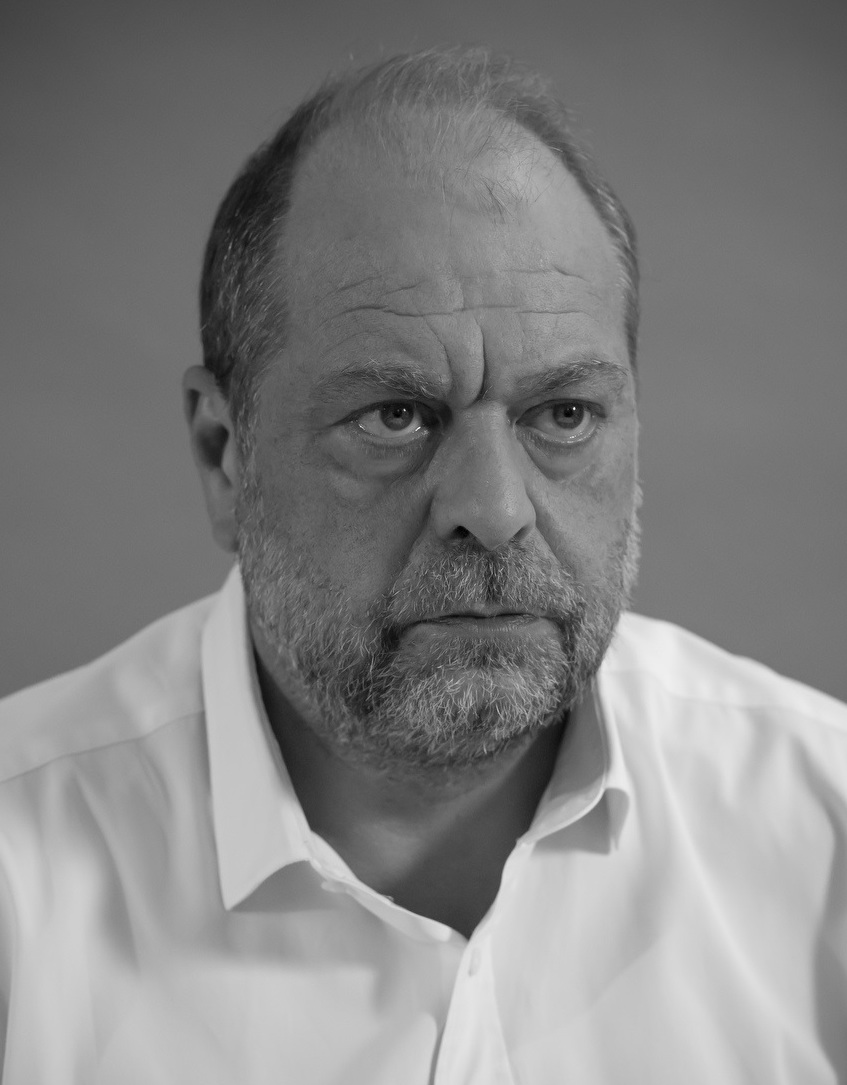
Éric Dupond-Moretti, 2017

Éric Dupond-Moretti (geb. Dupond; * 20. April 1961 in Maubeuge, Département Nord) ist ein französischer Rechtsanwalt und parteiloser Politiker. Als Strafverteidiger ist er für eine hohe Zahl an Freisprüchen für seine Mandanten bekannt. Von Juli 2020 bis September 2024 war er Justizminister von Frankreich.

## Leben
Sein Vater, Jean-Pierre Dupond, war ein Metallarbeiter aus dem nordfranzösischen Avesnois, während seine Mutter, Elena Moretti, aus Italien stammte und als Putzfrau arbeitete. Er besitzt die französische und die italienische Staatsbürgerschaft. Im Alter von vier Jahren starb sein Vater und er wurde von seiner Mutter aufgezogen. Am Lycée Catholique Notre-Dame in Valenciennes legte er das Baccalauréat ab. Der unaufgeklärte Tod seines Großvaters im Jahr 1957 und die Nachricht von der Hinrichtung Christian Ranuccis 1976 (eines der letzten vollstreckten Todesurteile in Frankreich) motivierten ihn, Anwalt zu werden. Nach dem Jurastudium an der Universität Lille II wurde er 1984 in Douai im Département Nord als Rechtsanwalt vereidigt.
Als Strafverteidiger erreichte er  bis 2015 für seine Mandanten in 133 Fällen vor dem cour d’assises (dem für schwere Straftaten zuständigen Geschworenengericht) einen Freispruch. Diese ungewöhnlich hohe Zahl an Freisprüchen trug ihm in der Presse den Beinamen « Acquittator » ein (von acquitter, „freisprechen“). Erste größere öffentliche Aufmerksamkeit erhielt Dupond-Moretti 2004 im Prozess um einen angeblichen Kindesmissbrauchs-Ring in Outreau. Zu seinen prominentesten Mandanten gehörten der Arzt Jean-Louis Muller, dem vorgeworfen wurde, seine Frau getötet und es als Suizid getarnt zu haben, und Abdelkader Merah, der wegen Mittäterschaft bei der Anschlagsserie in Midi-Pyrénées 2012 verurteilt wurde. Nach drei Jahrzehnten der Mitgliedschaft bei der Anwaltskammer Lille, wechselte Dupond-Moretti 2016 nach Paris, wo er mit Antoine Vey eine gemeinsame Kanzlei eröffnete. Mit einer Verfassungsbeschwerde (question prioritaire de constitutionnalité) vor dem Conseil constitutionnel erreichte er 2018 die Verpflichtung für Geschworenengerichte, ihre Urteile zu begründen.
Bei einem Prozess im Jahr 1991 lernte er seine erste Frau Hélène kennen. Mit dieser hat er zwei Kinder. Die Ehe wurde geschieden und seit 2016 ist er mit der Sängerin Isabelle Boulay liiert.
Éric Dupond ist Boxfan, geht gern zur Jagd und liebt Stierkampf.

## Politische Positionen
Éric Dupond-Moretti unterstützte Martine Aubry bei den Kommunalwahlen im Jahr 2008. Drei Jahre später unterzeichnete er einen Brief in der Zeitung Libération, um sie bei den Präsidentschaftswahlen zu unterstützen. Im Jahr 2013 sollte er in die Ehrenlegion aufgenommen werden. Dies lehnte er ab, weil er die Institution verachtet und diese ein Symbol von Vetternwirtschaft geworden sei.
Im Mai 2015 sprach sich Dupond-Moretti für ein Verbot der rechtsextremen Front National aus. Allerdings deutete er an, dass sich diese nach der Auflösung wieder neu formieren würden.
Am 6. Juli 2020 ernannte Staatspräsident Emmanuel Macron Dupond-Moretti zum Justizminister im Kabinett Castex. In dieser Position war er auch Siegelbewahrer von Frankreich. Er behielt das Amt auch nach Macrons Wiederwahl 2022 im Kabinett Borne und im darauffolgenden Kabinett Attal. Mit dem Ende des Kabinetts am 5. September 2024 schied er aus seinem Amt aus.

## Veröffentlichungen
- mit Stéphane Durand-Souffland, Bête noire, Éditions Michel Lafon, 2012
- mit Loïc Sécher, Le Calvaire et le Pardon, Michel Lafon, 2013
- mit Stéphane Durand-Souffland, Directs du droit, Michel Lafon, 2017